# Inscriptiones Latinae Selectae
Inscriptiones Latinae Selectae  (normalmente abreviado para ILS) é uma recolha de inscrições em latim publicadas pelo epigrafista Hermann Dessau em cinco partes (três volumes) entre 1892 el 1916.
A recolha compreende cerca de 10 milhares de inscrições, seleccionadas, ordenadas em capítulos em função do seu conteúdo.
São identificadas por um número. Há tabelas de concordância com o Corpus Inscriptionum Latinarum publicadas em 1950 em Roma e em 1955 em Berlim.
Para cada inscrição inclui-se a descrição do suporte e notas em latim.

## Capítulos
- Volume I (1892)[1]
  -     - capítulo I: monumentos históricos republicanos (Monumenta historia liberar rei publicae)
    - capítulo II: inscrições dos imperadores e da família imperial (Tituli imperatorum domusque imperatoriae)
    - capítulo III: inscrições das coisas e princípios estrangeiros (Titutli rerum et principum nationum exterarum)
    - capítulo IV: inscrições de personagens da classe senatorial (Tituli virorum et mulierum ordinis senatori)
    - capítulo V: inscrições de cavaleiros (Tituli virorum dignitatis equestri)
    - capítulo VI: inscrições de procuradores e ministros imperiais libertos ou escravos (Tituli procuratorum et ministrorum domus Augustae condicionis libertinae et servilis)
    - capítulo VII: inscrições de funcionários e servos públicos (Tituli apparitorum et servorum publicorum)
    - capítulo VIII: alcumas inscrições sobre o direito da cidade (Tituli nonnulla ius civitatis illustrantes)
    - capítulo IX: inscrições militares (Tituli militares)
    - capítulo X: inscrições de alguns ilustres homens de letras (Tituli virorum nonnullorum in litteris clarorum)

- Volume II
  - parte 1 (1902)[2]
    - capítulo XI: inscrições sacras e dos sacerdotes (Tituli sacri et sacerdotum)
    - capítulo XII: inscrições sobre os jogos (Tituli pertinente ad ludos)
    - capítulo XIII: inscrições de obras e lugares públicos, finalizados, inscrições de alguns edifícios privados (Tituli operum locorumque publicorum. Termini. Tituli nonnulla aedificiorum privatorum)
    - capítulo XIV: inscrições municipais (Tituli municipales)

  - parte 2  (1906)[3]
    - capítulo XV: inscrições de colégios(Tituli collegiorum)
    - capítulo XVI: inscrições de misteres (Tituli ministrorum vitae privatae, opificum, artificum)
    - capítulo XVII: inscrições sepulcrais (Tituli sepulcrales)
    - capítulo XVIII: inscrições sobre instrumentos domésticos (Tituli instrumenti domestici)
    - capítulo XIX: inscrições diversas (Analecta varia)
    - apêndice com inscrições gregas (Appendix titolorum Graecorum)

O volume III (com parte 1, de 1914, e parte 2, de 1916)) recolhe índices, algumas novas inscrições e correcções a inscrições já editadas.